# Comuna Stoilești, Vâlcea
Stoilești este o comună în județul Vâlcea, Muntenia, România, formată din satele Balomireasa, Bârsoiu, Bulagei, Delureni, Geamăna, Ghiobești, Giuroiu, Izvoru Rece, Malu, Nețești, Obogeni, Stănești, Stoilești (reședința), Urși și Vlădulești. Este situată în partea de nord a platformei Cotmeana, subunitate a podișului Getic. Pe teritoriul comunei se exploatează petrol și gaze naturale. Se învecinează cu următoarele comune: Nicolae Bălcescu  în partea de nord, Vitomirești, jud. Olt (în sud), Olanu și Galicea în partea de vest, respectiv comuna Dănicei pe latura estică.

## Demografie
Componența etnică a comunei Stoilești
     Români (93,15%)
     Alte etnii (6,85%)
Componența confesională a comunei Stoilești
     Ortodocși (92,76%)
     Alte religii (0,15%)
     Necunoscută (7,09%)
Conform recensământului efectuat în 2021, populația comunei Stoilești se ridică la 3.341 de locuitori, în scădere față de recensământul anterior din 2011, când fuseseră înregistrați 3.747 de locuitori. Majoritatea locuitorilor sunt români (93,15%). Din punct de vedere confesional, majoritatea locuitorilor sunt ortodocși (92,76%), iar pentru 7,09% nu se cunoaște apartenența confesională.

## Politică și administrație
Comuna Stoilești este administrată de un primar și un consiliu local compus din 13 consilieri. Primarul, Iulian-Florin Ionescu[*], de la Partidul Social Democrat, este în funcție din octombrie 2020. Începând cu alegerile locale din 2024, consiliul local are următoarea componență pe partide politice:
|  | Partid                          | Consilieri | Componența Consiliului | Componența Consiliului | Componența Consiliului | Componența Consiliului | Componența Consiliului | Componența Consiliului | Componența Consiliului | Componența Consiliului | Componența Consiliului | Componența Consiliului |
|  | ------------------------------- | ---------- | ---------------------- | ---------------------- | ---------------------- | ---------------------- | ---------------------- | ---------------------- | ---------------------- | ---------------------- | ---------------------- | ---------------------- |
|  | Partidul Social Democrat        | 10         |                        |                        |                        |                        |                        |                        |                        |                        |                        |                        |
|  | Partidul Național Liberal       | 2          |                        |                        |                        |                        |                        |                        |                        |                        |                        |                        |
|  | Alianța pentru Unirea Românilor | 1          |                        |                        |                        |                        |                        |                        |                        |                        |                        |                        |

## Monumente istorice
- Biserica "Adormirea Maicii Domnului" din Văcăria, ce aparține cătunului Bârsoieni (sec. 19)
- Biserica "Intarea în Biserică", sat Delureni (sec. 19)
- Biserica de lemn "Adormirea Maicii Domnului, sat Ghiobești (1824) - distrusă in întregime de un incendiu in iulie 2023
- Biserica de lemn "Cuvioasa Parascheva", cătun Gemenica, sat Geamăna (1887)
- Biserica de lemn "Intrarea în Biserică", sat Obogeni (1830)
- Biserica de lemn "Sf. Nicolae", sat Stoilești (1752)
- Biserica de lemn "Sf. Voievozi", sat Stănești (sec.XVIII)

## Personalități născute aici
- Viorel Dianu (n. 1944), scriitor.